# Bourei Cholsar
Bourei Cholsar (tiếng Khmer: ស្រុកបូរីជលសារ) là một huyện thuộc tỉnh Takéo, phía nam Campuchia. Theo thống kê năm 1998, dân số toàn huyện là 24.460 người. 
Huyện Bourei Cholsar có 5 xã, thị trấn sau: 
- Bourei Cholsar (thị trấn): Angk Krouch, Snay Duoch, Kampong Ampil, Anlong Tien, K'aek Yum, Daeum Kor, Preaek Khsach
- Chey Chouk: Sangkae Chuor, Chey Chouk, Kouk Panhcha, Anhchanh, Dei Leuk, Tara Kom, Banteay Sloek
- Doung Khpos: Ta Sai, Souphi, Roteh Phluk, Trapeang Tonle, ach Tonsay, Doung Khpos, Ta Ros, Ta Yueng, Traeuy Khlouk, Angkanh, Chrey Ngouk, Prey Mlob
- Kampong Krasang: Bourei Cholsar, Kampong Krasang, Kdol Chrum, Sangkom Mean Chey, Thma Bei Dom
- Kouk Pou: Kandaol, Pong Tuek, Chrey Kouk Pou, Prey Mul, Prey Hiev, Neak Ta Tbal, Kampong Youl, Thma Sa